# 帕尔温·埃特萨米
帕尔温·埃特萨米（波斯語：‎, Parvīn E‘tesāmī, 1906年—1941年），又译帕尔温·埃堤萨米，原名拉赫山戴·埃特萨米（波斯語：‎, Raḵšanda Eʿteṣāmī），是伊朗二十世纪上半叶的一位女性诗人。

## 生平
她生于大不里士，其父优素福·埃特萨米·阿什提扬尼是著名的学者、翻译家，也是第二届波斯国会成员（1909-1912）。其祖父米尔扎·易卜拉欣·汗·穆斯陶菲·埃特萨姆-穆尔克（Mirza Ebrahim Khan Mostawfi Etesam-al-Molk）原本是阿什提扬人，后迁至大不里士，在凯伽王朝任阿塞拜疆省的财务官。因此她早年受到了很好的教育，自幼天资聪颖，酷爱诗歌，7岁即能写诗。
1924年，帕尔温·埃特萨米毕业于德黑兰美国女子学校，留校任教。1934年，她与其父的堂兄弟法兹卢拉·埃特萨米（Fazlollah E'tesami）成婚，迁至克尔曼沙居住。但婚后关系并不和谐，两个月并离了婚，帕尔温回到德黑兰居住。
帕尔温·埃特萨米青年时代常常参加各种文学讲座和诗歌讨论会，并在其父主办的《春天》杂志上发表诗作。1935年，她出版了第一部诗集，受到了著名诗人穆罕默德-塔基·巴哈尔的称赞，说在伊朗文学天际出现了一颗新星，因为帕尔温（‎）在波斯语中意为“昴宿星团”。
1938–39年间，她曾在在伊朗国立高等师范学院（现在的花剌子米大学）任图书管理员。但1938年，其父死于伤寒，帕尔温·埃特萨米亦于三年后因伤寒而去世。

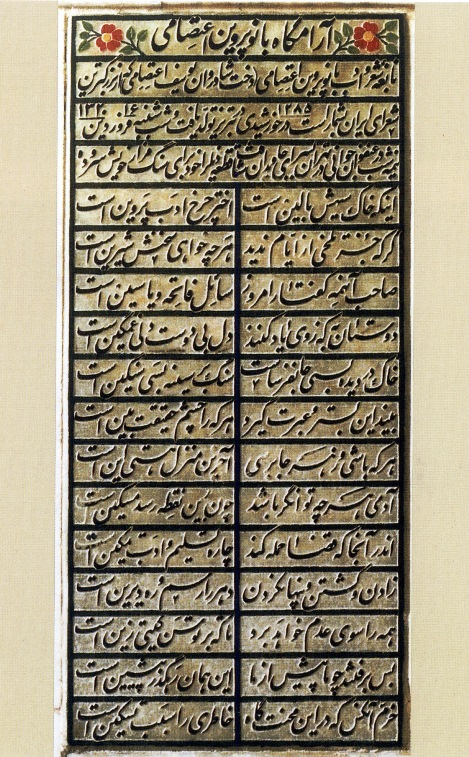
帕尔温·埃特萨米在库姆的墓志

帕尔温·埃特萨米在生前为自己写了一首《墓志》，内容风趣幽默，乐观豁达。她被安葬在库姆的墓地，其父的墓旁。

## 诗作
帕尔温·埃特萨米的诗作继承了传统波斯诗歌的格式，格律严谨，对仗工整，音调和谐。她的诗歌中经常出现社会下层民众及被压迫的妇女作为主角，如《孤儿的泪》（‎）、《劳工》、《我们的灾难在于富人的压迫》、《窃贼与法官》、《伊朗妇女》、《眼泪的旅行》（‎）、《真主的织工》、《心中的天房》等。

## 影响
2003年，伊朗文化和伊斯兰指导部设立了帕尔温·埃特萨米文学奖。2006年10月19日，帕尔温·埃特萨米的故居成为伊朗国家文化遗产。